# St Hilary (Cornovaglia)
St Hilary è un villaggio e parrocchia civile dell'Inghilterra, appartenente alla contea della Cornovaglia.